# Kostel Nalezení svatého Kříže (Liberec)
Kostel Nalezení svatého Kříže v Liberci je římskokatolický filiální kostel a významná barokní památka a poutní místo na Novém Městě v Liberci. Je chráněn jako kulturní památka. Dnes slouží liberecké řeckokatolické farnosti jako farní chrám a Božská liturgie se koná v neděli v 10:00.

## Historie

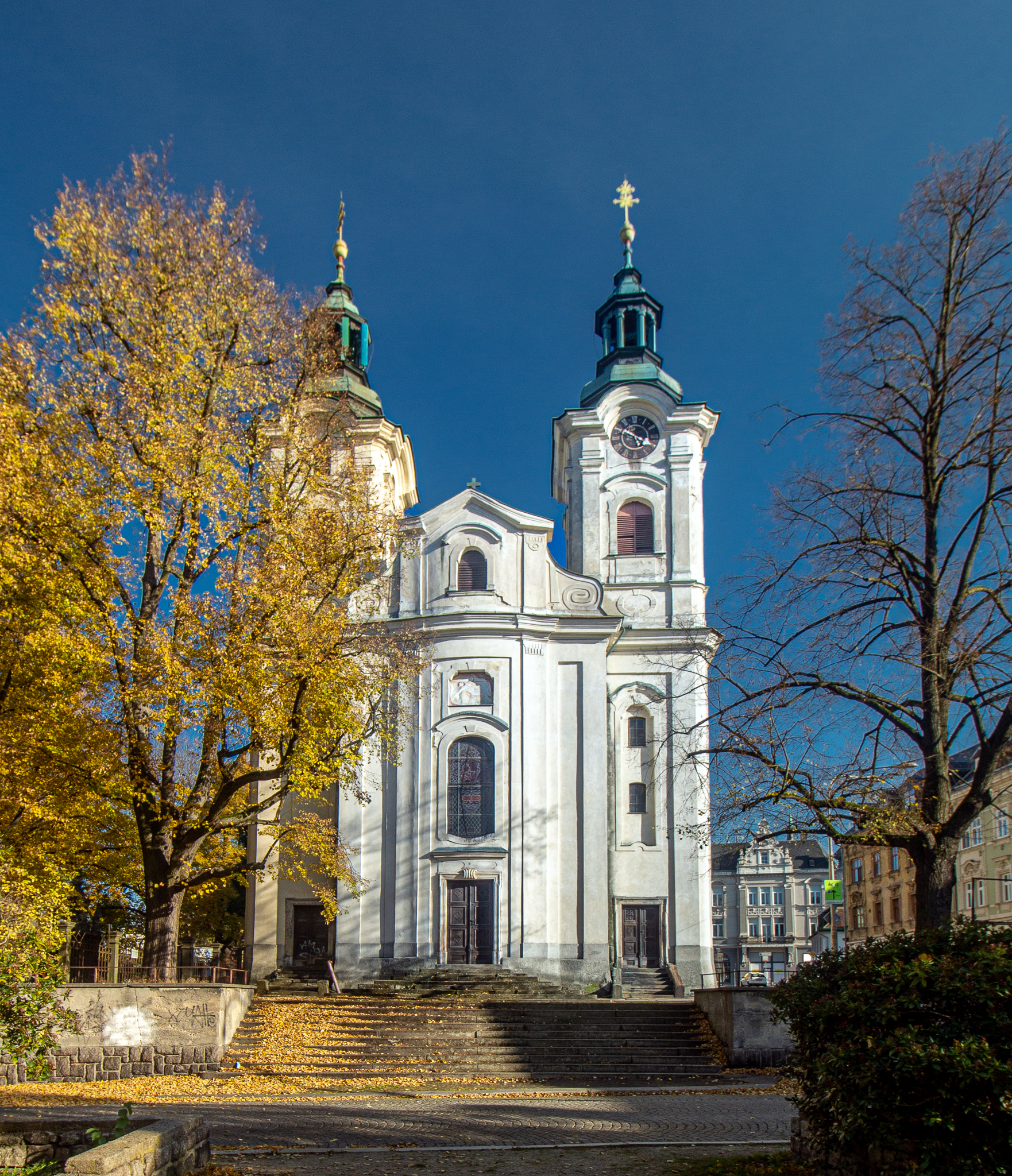
Západní průčelí kostela Nalezení sv. Kříže v Liberci

Kostel stojí na místě původního barokního hřbitovního kostela pocházejícího od pražského stavitele italského původu Marka Antonína Canevalleho z let 1695–1698. Canevalleův kostel byl postaven v místě bývalého morového pohřebiště z roku 1680, kdy si epidemie vyžádala 300 obětí. Pro tak velký počet zemřelých nedostačoval městský hřbitov u nedalekého kostela sv. Antonína a proto bylo vybudováno nové pohřebiště. Stavitel pro původní kostel zvolil půdorys ve tvaru kříže, neboť právě svatému Kříži byl kostel zasvěcen.
V letech 1753–1761 byl na tomto místě postaven nový kostel podle návrhu Johanna Josefa Kunzeho, rovněž zasvěcený Nalezení svatého Kříže.
Kostel slouží jako poutní místo. Zajímavá je historie dřevěné sochy piety Matky Boží Bolestné (Mater Dolorosa), která je umístěna na hlavním oltáři. Tato dřevěná Pieta představuje Pannu Marii sedící s Kristovým tělem pod křížem. Je 65 cm vysoká, vyřezávaná z cedrového dřeva. Na prsou Panny Marie jsou vyobrazeny tři žitné klasy, v nichž je vetknutý meč, symbol utrpení. Původně byla zhotovena roku 1506 pro některý londýnský kostel. Za anglického krále Jindřicha VIII., kdy byly rušeny výzdoby kostelů, vhodili údajně v roce 1538 sošku do Temže. Tu posléze vylovil jistý kupec, který ji ukryl ve svém domě. V roce 1658 ji získal mladý hrabě František Ferdinand z Gallasu a umístil ji v zámecké kapli na Frýdlantu. Odtud byla přemístěna do kostela v Hejnicích a po dokončení nové svatyně sv. Kříže do Liberce. Obliba této sochy Piety byla tak veliká a počet poutníků se stále zvyšoval, takže v roce 1752 zde bylo již 10 021 poutníků u svatého přijímání. Po přestavbě kostela v roce 1753–1756 jejich počet ještě stoupl a kostel obdržel četné odpustky. Zbožní poutníci začali umisťovat do kostela mnoho votivních darů za vyslyšení svých prosebných modliteb. Podle nařízení císaře Josefa II. byly však poutě nejdříve omezeny a nakonec zcela zrušeny. Poslední velká pouť se zde konala roku 1781. Později se kostel stal filiálním a sloužil zejména pro svatby a pohřby. Od roku 1808 byly pouti opět obnoveny, ovšem již nikdy nedosáhly takového rozsahu jako v minulosti.

## Architektura

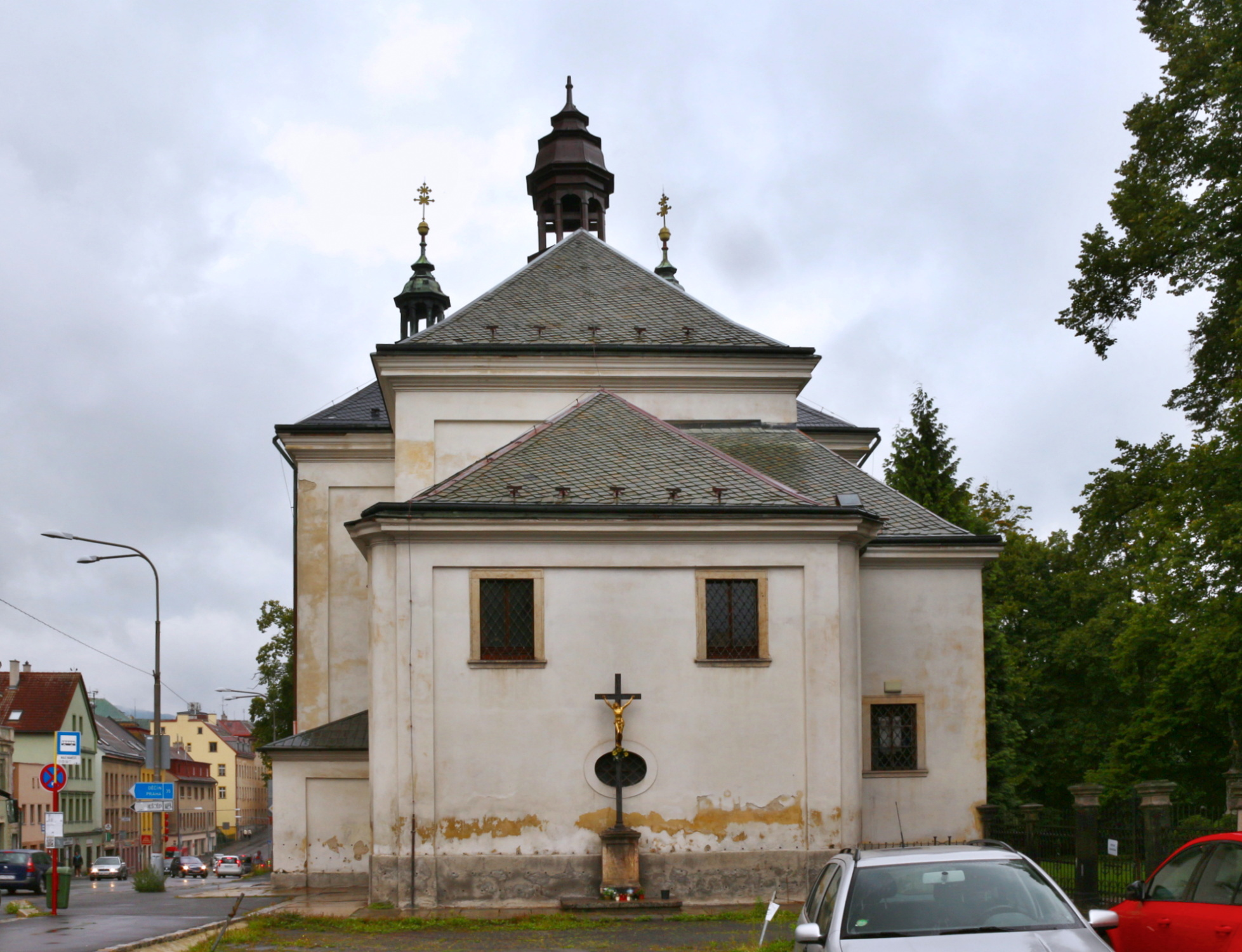
Závěr kostela

### Exteriér
Jedná se o sálovou stavbu s konvexně vyklenutým průčelím. Nad průčelím se tyčí dvě hranolové věže. Presbytář je užší oproti lodi kostela, pravoúhle uzavřený. K presbytáře přiléhají hranolové oratoře a v závěru kostela čtvercová sakristie, nad kterou se nalézá knihovní síť s tzv. Kopschovou knihovnou, která byla první veřejnou knihovnou v Liberci.
Stěny kostely jsou členěny lizénami. Okna jsou obdélná, zaklenutá do půlkruhu. Na nárožích věží jsou pilastry. Střechy jsou cibulové. Západní hlavní portál je opatřen kamenným ostěním.

### Interiér
Vnitřek chrámové lodi, stejně jako presbytář, je sklenut plackami. Oratoř má valenou klenbu, avšak sakristie a knihovna je též sklenuta plackou. Strop je vyzdoben freskami zobrazujícími legendu o svatém Kříži signovanými Jan Spitzer 1761, které však byly roku 1864 přemalovány Antonem Köhlerem z Liberce.
Rokokové zařízení kostela se zachovalo původní. Hlavní oltář z let 1760–1762 je rámový s obrazem sv. Heleny od Františka Xavera Palka s řezbářskými pracemi od Jana Hájka z Mnichova Hradiště. Na severní straně (tj. levé) se nachází oltář sv. Josefa z roku 1760. Tento pilířový portálový oltář s řezbami Josefa Jiřího Jelínka z Kosmonos, z něhož byly odstraněny figury světců, je doplněn obrazem sv. Josefa od Felixe Antona Schefflera z roku 1758. Pilířový portálový oltář sv. Antonína z roku 1757 se čtyřmi sochami je doplněn signovaným obrazem sv. Antonína pocházející také od Schefflera z roku 1757. Nad oltářem je umístěn také menší tabulový obraz sv. Anny pocházející z jihoněmecké školy z počátku 16. století, který býval někdy mylně připisován Albrechtu Dürerovi, podle expertů byl však jeho autorem jeden z Dürerových žáků. Na protější straně se nachází boční oltář sv. Aloise, který tvoří protějšek oltáře sv. Josefa. Také tento oltář byl řezaný Josefem Jiřím Jelínkem. Původní sochy, které jej doplňovaly schází. Oltářní obraz sv. Aloise pochází od Josefa Scheiwla z roku 1869. K oltáři sv. Antonína je jako protějšek umístěn oltář sv. Severa z roku 1756. Je ozdoben čtyřmi sochami a soudobým obrazem světce od F. F. Molitora.
Kazatelna pocházející z roku 1762 s reliéfem biblické postavy – Rozsévače a emblémy čtyř evangelistů je dílem řezbáře J. Hájka. Dvě rokokové zpovědnice pocházejí z roku 1757. Jsou ozdobeny zlacenými figurami sv. Petra, Davida, Máří Magdalény a anděla. Připisují se také řezbáři J. J. Jelínkovi. Varhany firmy Rieger z roku 1892 mají opusové číslo 367, dva manuály a 22 rejstříků. Před varhanní kruchtou se nalézají sochy sv. Valentina a Peregina z roku 1819.
Na stropě Kopschovy knihovny nad sakristií se nachází malba Alegorie Náboženství a Věd, signovaná Janem Václavem Spitzerem s letopočtem 1766. Čtyři knihovní rokokové skříně s ornamentálními řezbami pocházejí z let 1759–1761.

## Okolí kostela

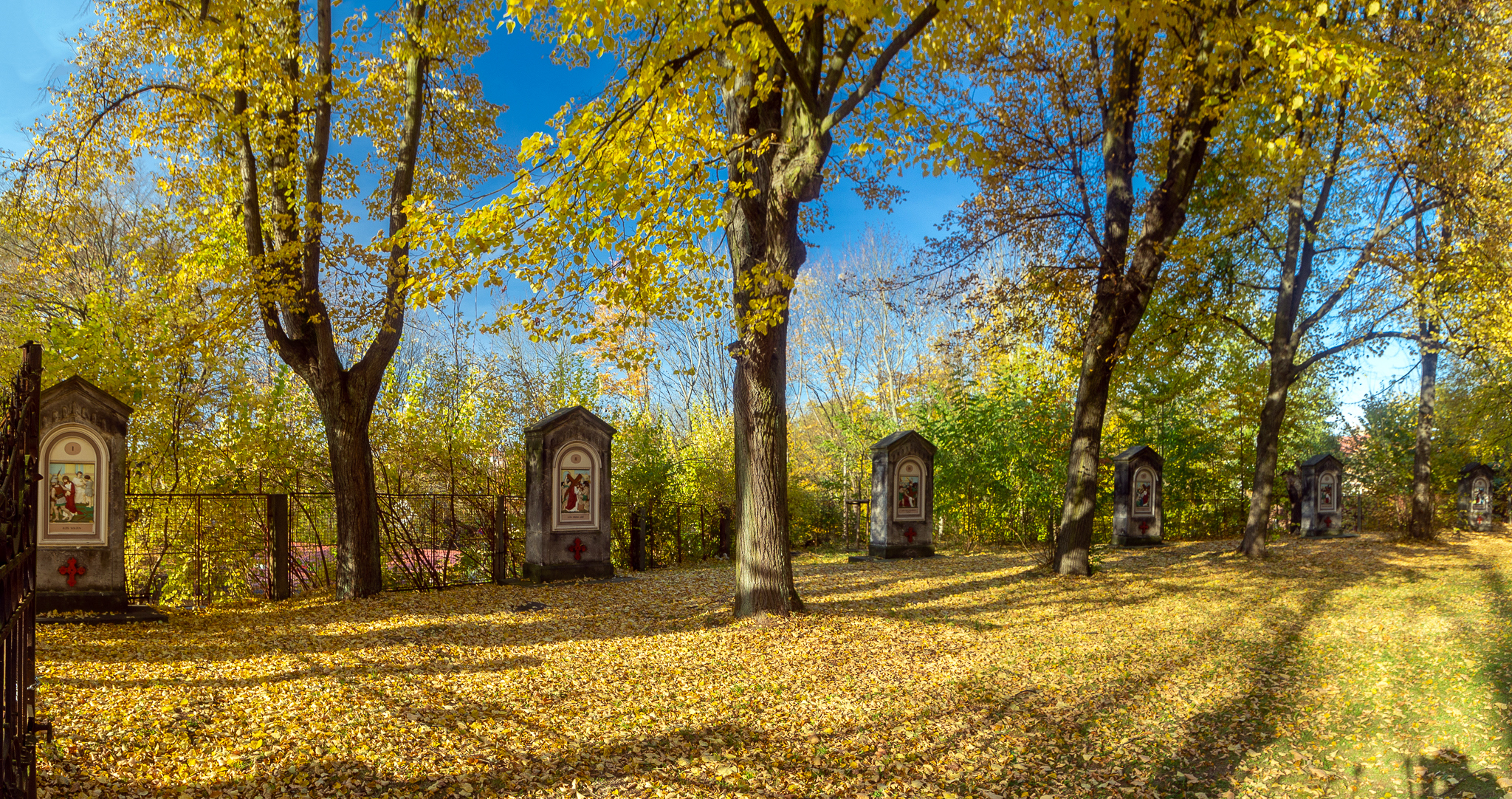
Křížová cesta za kostelem

### Křížová cesta
Zdejší Křížová cesta je řada 14 výklenkových kapliček zhotovených z pískovce. Nachází se na severní straně kostela a od bývalého hřbitova ji oddělovala zeď. Ke zdejšímu kostelu byla přenesena roku 1760 z Keilova vrchu. Původní dřevěné obrazy byly nahrazeny při úpravě okolí kostela v letech 1854–1855 obrazy malovanými na plechu. Poté byly ještě několikrát opravovány a 28. září 1888 byla křížová cesta posvěcena. Další oprava proběhla ještě v roce 1982.

### Kaple Božího hrobu
Kaple Božího hrobu byla vystavěna roku 1772 jako kopie kaple stojící uprostřed Chrámu Božího hrobu v Jeruzalémě. Podnětem ke stavbě pro donátora byla podobná kaple stojící ve Zhořelci. Kaple původně stála na západní straně hřbitova u arciděkanského kostela svatého Antonína Velikého. Roku 1865 byla přenesena do zahrady Křížového kostela. Věnovací tabulka udává letopočet 1772 a zakladatele Andrease Josefa Wondraka, obchodníka a soukeníka. Stav památky na počátku 21. století je značně neuspokojivý, stavba je ohrožována vegetací a nedostatečnou údržbou, nejvážnější je havarijní stav pískovcové konstrukce střešní lucerny.

### Mariánský sloup
Mariánský sloup pochází z roku 1719 a ke Křížovému kostelu byl přenesen z komunikačních důvodů ze Sokolovského náměstí roku 1876. Údajně byl postaven jako dík za záchranu před morem roku 1680. Socha je nejstarším stavitelským dílem ve městě. Stojí na třech stupních, vytváří osmihrannou, výklenky pročleněnou stavbu, v jejíchž čtyřech rozích jsou pilíře nesoucí sochy svatého Jana Nepomuckého, svatého Floriána, svatého Šebestiána a svatého Rocha. Nad zeměkoulí s mraky se vznáší Panna Maria s gloriolou dvanácti hvězd, prosící a hledící k nebesům. Sochy pocházejí z dílny slavného Matyáše Bernarda Brauna. Mariánský sloup byl řadu let neudržovaný, než jej v roce 2018 nechalo město Liberec kompletně zrestaurovat. Tomuto kroku předcházel bezplatný převod sloupu z majetku církve na majetek města. Odbornou práci provedl restaurátor Radomil Šolc.